# NGC 2794
NGC 2794 (również PGC 26140 lub UGC 4885) – galaktyka spiralna z poprzeczką (SB?), znajdująca się w gwiazdozbiorze Raka. Odkrył ją Heinrich Louis d’Arrest 15 marca 1866 roku. Jest to galaktyka aktywna.